# Luca Cigarini
Luca Cigarini (Montecchio Emilia, 20 giugno 1986) è un ex calciatore italiano, di ruolo centrocampista.

## Biografia
Sposato con Francesca Bargiacchi, ha tre figli: Niccolò, Alessandro e un terzo maschietto nato a fine 2017.

## Caratteristiche tecniche
Il suo ruolo è quello di regista ma si adatta anche come centrocampista centrale. Cigarini è un costruttore di gioco, apprezzato per le sue doti tecniche, come la precisione nel lancio e nel passaggio.
La sua intelligenza in fase di impostazione di gioco gli ha valso l'appellativo di il Professore, coniato da Cesare Prandelli all'epoca in cui questi era allenatore del Parma e Cigarini militava nella primavera dei ducali.

## Carriera

### Club

#### Gli inizi
Dopo aver iniziato da bambino nella scuola calcio Bismantova (l'attuale Reggio Calcio) nella stessa squadra di Andrea Costa, a 11 anni passa al Parma dove rimane per tutte le giovanili.
Nella stagione 2004-2005 viene girato in prestito alla Sambenedettese, in Serie C1, dove, oltre a ritrovare il tecnico Ballardini, ex allenatore delle giovanili gialloblù, si mette in mostra realizzando 4 reti in 33 presenze.

#### Parma
Dopo la positiva stagione a San Benedetto del Tronto, il Parma decide di puntare su di lui e lo riprende, convinto delle sue qualità. Esordisce in Serie A a 19 anni, il 17 settembre 2005 in Parma-Empoli (1-0).
Luca Cigarini chiude la stagione di esordio con ben 17 presenze.
La stagione successiva lo vede imporsi come titolare, soprattutto quando alla guida dei gialloblù arriva Claudio Ranieri. Il 15 aprile 2007 realizza la prima rete in Serie A, in Parma-Catania (1-1).
La stagione 2007-2008 vede la sua consacrazione come titolare fisso e faro del centrocampo degli emiliani: mostra buona tecnica e grande personalità e segna il suo secondo gol in Serie A con un diagonale sinistro preciso in Inter-Parma (3-2).

#### Atalanta
Il 4 luglio 2008 viene acquistato dall'Atalanta in comproprietà per circa 5 milioni di euro, con la quale firma un contratto quadriennale. Tuttavia il giocatore si aggrega alla nuova squadra soltanto a metà agosto in quanto impegnato con la nazionale olimpica alle Olimpiadi di Pechino. Il 23 agosto esordisce con la nuova maglia nell'incontro valido per il terzo turno di Coppa Italia contro il Modena, subentrando nella ripresa a Jaime Valdés. In campionato il debutto avviene alla seconda giornata, nella gara che ha visto trionfare la Dea sul campo del Bologna.
Il 26 ottobre, nell'incontro valido per l'ottava giornata di campionato contro il Milan si infortuna gravemente al ginocchio, facendolo restare fuori dal campo di gioco per due mesi e mezzo.
L'8 febbraio sigla la sua prima rete con la maglia nerazzurra a Cagliari, con un tiro da fuori area.
A fine campionato saranno 23 le presenze impreziosite da altri due goal, uno dei quali alla Juventus nella partita pareggiata 2-2 a Torino e un altro contro l'Inter campione d'Italia nella partita persa 4-3 a Milano.

#### Napoli
Il 3 luglio 2009 viene acquistato dal Napoli per 11 milioni di euro (4,8 e l'altra metà di György Garics all'Atalanta e 5,5 al Parma). Esordisce con la maglia partenopea il 23 agosto 2009 nella prima di campionato contro il Palermo, subentrando a Mariano Bogliacino. Segna il primo gol il 28 ottobre 2009 nella partita al San Paolo contro il Milan - sua 100ª partita in Serie A - dopo essere subentrato a Michele Pazienza, siglando al 90' con un sinistro al volo da fuori area il gol del momentaneo 1-2; la partita poi finirà 2-2.
Il 24 gennaio 2010, nel match contro il Livorno, realizza il suo primo gol su punizione con la maglia partenopea, il primo ad essere realizzato su calcio piazzato dal Napoli in una partita ufficiale dopo più di un anno di digiuno. In campionato colleziona complessivamente 28 presenze, di cui 11 dal primo minuto, con l'allenatore Walter Mazzarri, subentrato in corsa d'opera a Roberto Donadoni, che nel suo 3-4-2-1 gli preferisce a più riprese Michele Pazienza.

#### Siviglia
Il 4 agosto 2010 viene formalizzato il suo passaggio al Siviglia in prestito oneroso con diritto di riscatto. Esordisce con la maglia andalusa dieci giorni dopo, il 14 agosto, nell'andata della Supercoppa di Spagna contro il Barcellona (3-1 per i rojiblancos al "Ramón Sánchez Pizjuán") fornendo l'assist per il gol del momentaneo pareggio di Luís Fabiano. Il 30 settembre 2010, nella seconda gara della fase a gironi di Europa League, segna la sua prima rete con la maglia del Siviglia, rete che decide la partita esterna contro il Borussia Dortmund vinta, appunto, 1-0.
In maglia andalusa trova nel complesso poco spazio: in campionato colleziona sei presenze, l'ultima delle quali l'8 gennaio 2011 (penultima giornata del girone di andata). Dopo essere sceso in campo in Coppa del Re contro il Villarreal, il 12 gennaio seguente, non colleziona altre presenze nei restanti quattro mesi della stagione, fermandosi così a 18 presenze e 3 reti tra campionato e coppe. A fine campionato ritorna al Napoli.

#### Il ritorno all'Atalanta

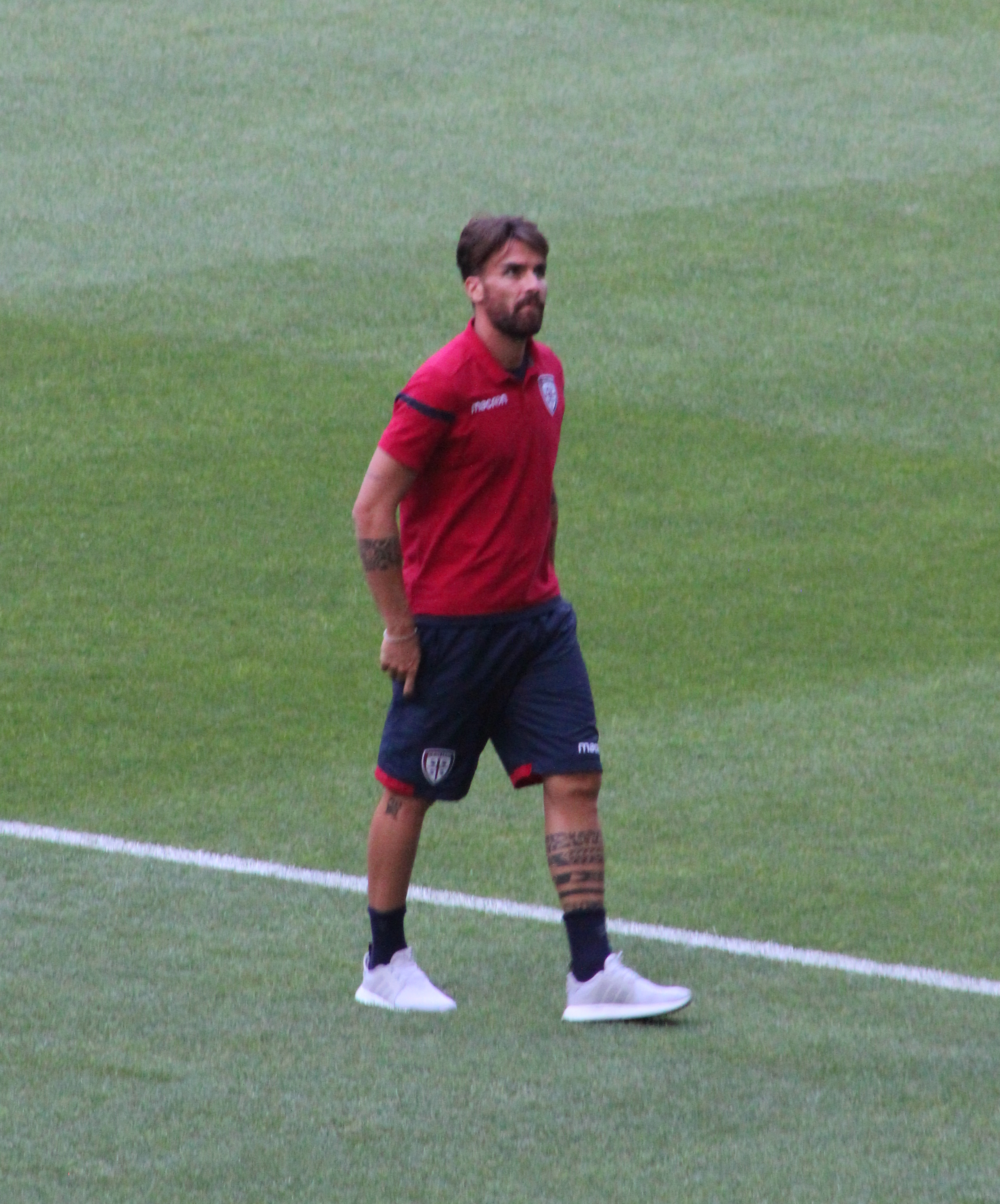
Cigarini prima dell'amichevole -Cagliari del 7 agosto 2017

Il 31 agosto 2011, ultimo giorno utile della sessione di calciomercato, torna all'Atalanta con la formula del prestito. Ritorna ad indossare la maglia dell'Atalanta alla prima partita di campionato, partendo da titolare nell'incontro pareggiato per 2-2 con il Genoa. Il 25 settembre, alla quinta giornata contro il Novara, sigla la rete del 2-0 con un tiro da fuori area (la partita finirà 2-1 per la squadra bergamasca).
A fine stagione il prestito viene rinnovato, con in aggiunta l'opzione per l'acquisizione della comproprietà, prolungando contestualmente il contratto con il Napoli fino al 2015. Parte titolare anche in questa stagione, siglando alla terza giornata il gol che decide il match in casa del Milan (0-1). A fine stagione il club bergamasco esercita il diritto di riscatto per la comproprietà.
Nella stagione 2013-2014 segna un gol (in Atalanta-Lazio 2-1, ottava giornata di campionato) e si ripete nel girone di ritorno in Atalanta-Chievo (2-1), per un totale di 33 presenze e 2 reti. Il 20 giugno 2014 l'Atalanta riscatta dal Napoli tutto il suo cartellino.
Il 23 agosto 2014 realizza il primo gol della stagione 2014-2015 dell'Atalanta, realizzando il momentaneo 1-0 di Atalanta-Pisa (2-0), partita del terzo turno preliminare di Coppa Italia; nel seguito della stagione, gioca 33 partite di campionato senza mai segnare.
Nella stagione 2015-2016 scende in campo in 26 occasioni mettendo a segno 2 reti, la prima il 18 ottobre contro il Carpi e la seconda il 10 aprile contro il Torino. Arriva così a quota 181 presenze ed 11 gol con la maglia della società bergamasca.

#### Sampdoria
Il 20 luglio 2016 la Sampdoria ne comunica l'acquisto a titolo definitivo per la cifra di 3 milioni di euro pagabili in 3 anni. Il giocatore sigla un contratto triennale e sceglie la maglia numero 21. Debutta in blucerchiato il 14 agosto subentrando nel corso dell match di Coppa Italia vinto 3-0 contro il Bassano.
Tuttavia in stagione trova poco spazio a causa della presenza nel suo ruolo di Lucas Torreira.

#### Cagliari
Il 30 giugno 2017 avviene il suo trasferimento al Cagliari a titolo definitivo, firmando un contratto biennale valido fino al 2019. Esordisce in Rossoblù il 19 agosto alla prima giornata di Serie A 2017-2018, nella sconfitta per 3-0 sul campo della Juventus. Il 28 gennaio 2018, durante la partita disputata all'Ezio Scida contro il Crotone trova la sua prima rete con la maglia dei sardi su calcio di punizione, fissando il risultato sul definitivo 1-1. In tre stagioni colleziona 77 presenze e 2 gol.

#### Crotone
L'8 settembre 2020 si accasa a parametro zero al neo promosso Crotone firmando un contratto biennale. Il primo gol con i pitagorici arriva il 28 ottobre seguente, nel pareggio di Coppa Italia per 1-1 contro la SPAL (partita persa poi ai rigori per 4-5). In campionato totalizza solo 14 presenze ed a fine stagione arriva la retrocessione in Serie B.

#### Reggiana
Il 23 agosto 2021 firma per la Reggiana, la squadra della sua città di origine. Segna il suo primo gol il 23 aprile 2022, all'ultima giornata di campionato, nel successo per 2-0 in casa del Teramo. 
Lungo la stagione 2022-2023, contribuisce alla vittoria del girone B e alla conseguente promozione in Serie B della squadra granata.
Il 13 agosto 2023 sigla, su calcio di rigore, il gol decisivo contro il Monza che consente ai reggiani di qualificarsi ai sedicesimi di finale di Coppa Italia. Il 28 ottobre seguente, sigla, su calcio di rigore, la sua prima rete in stagione – e in carriera – in Serie B contro la FeralpiSalò.
Il 1° luglio 2025, si svincola dalla società emiliana, con cui ha collezionato in tutto 86 presenze e 10 reti.

### Nazionale

#### Nazionali giovanili ed Olimpica
Ha collezionato una presenza in Under-18, una in Under-19, e 5 in Under-20.
Con la nazionale Under-21 ha esordito l'11 ottobre 2005 in Italia-Moldavia (1-0), sebbene fosse ancora convocabile per la categoria inferiore.
Dal 2006 viene costantemente convocato negli Azzurrini del nuovo CT Pierluigi Casiraghi che lo inserisce nella lista dei 23 per l'Europeo U-21 2007, dove però non scende in campo. Nonostante il terzo posto nel proprio girone, la nazionale vince lo spareggio con i pari età del Portogallo permettendogli di accedere ai Giochi Olimpici dell'anno seguente.
Dopo l'Europeo, diventa titolare inamovibile della nazionale Under-21, guidando il centrocampo azzurro per il biennio 2007-2009.
Il 7 settembre 2007 a Trento, segna la sua prima rete in nazionale Under-21, nella vittoria contro le Isole Fær Øer Under-21 per 2-1 (suo il gol decisivo).
Il 16 maggio 2008 viene inserito da Casiraghi nella lista dei convocati per il Torneo di Tolone. Segna uno dei rigori che permetteranno all'Italia di sconfiggere i pari età del Giappone e accedere alla finale (poi vinta per 1-0 contro il Cile).
Il 3 luglio 2008 è stato convocato nella nazionale olimpica per le Olimpiadi di Pechino. Il 7 agosto esordisce nella manifestazione sportiva contro l'Honduras. La marcia degli Azzurrini si arresterà però ai quarti di finale dove verranno sconfitti dal Belgio.
L'anno successivo partecipa all'Europeo U-21 2009 in Svezia. Nella competizione disputa tutte le partite (gli Azzurrini vengono sconfitti in semifinale dalla Germania). Chiude la sua esperienza in Under-21 con 20 presenze e una rete.

#### Nazionale maggiore
Il 30 agosto 2010, in seguito al forfait di Claudio Marchisio, ottiene la sua prima convocazione in nazionale maggiore, chiamato dal CT Cesare Prandelli in vista del doppio impegno nelle qualificazioni all'Europeo 2012 contro Estonia e Fær Øer. Tuttavia, Cigarini non scende in campo nei due match.
Il 2 ottobre 2011, torna ad essere convocato da Cesare Prandelli in vista delle partite contro Serbia e Irlanda del Nord valide per la qualificazione agli Europei 2012, senza esordire. Al termine della stagione viene inserito nella lista dei 32 pre-convocati per l'Europeo 2012.

## Statistiche

### Presenze e reti nei club
Statistiche aggiornate al 15 maggio 2025.
| Stagione        | Squadra         | Campionato      | Campionato | Campionato | Coppe nazionali | Coppe nazionali | Coppe nazionali | Coppe continentali | Coppe continentali | Coppe continentali | Altre coppe | Altre coppe | Altre coppe | Totale | Totale |
| Stagione        | Squadra         | Comp            | Pres       | Reti       | Comp            | Pres            | Reti            | Comp               | Pres               | Reti               | Comp        | Pres        | Reti        | Pres   | Reti   |
| --------------- | --------------- | --------------- | ---------- | ---------- | --------------- | --------------- | --------------- | ------------------ | ------------------ | ------------------ | ----------- | ----------- | ----------- | ------ | ------ |
| 2004-2005       | Sambenedettese  | C1              | 33         | 4          | CI-C            | ?               | ?               | -                  | -                  | -                  | -           | -           | -           | 33     | 4      |
| 2005-2006       | Parma           | A               | 17         | 0          | CI              | 4               | 0               | -                  | -                  | -                  | -           | -           | -           | 21     | 0      |
| 2006-2007       | Parma           | A               | 21         | 1          | CI              | 4               | 1               | CU                 | 6                  | 0                  | -           | -           | -           | 31     | 2      |
| 2007-2008       | Parma           | A               | 32         | 3          | CI              | 0               | 0               | -                  | -                  | -                  | -           | -           | -           | 32     | 3      |
| Totale Parma    | Totale Parma    | Totale Parma    | 70         | 4          |                 | 8               | 1               |                    | 6                  | 0                  |             | -           | -           | 84     | 5      |
| 2008-2009       | Atalanta        | A               | 23         | 3          | CI              | 1               | 0               | -                  | -                  | -                  | -           | -           | -           | 24     | 3      |
| 2009-2010       | Napoli          | A               | 28         | 2          | CI              | 1               | 0               | -                  | -                  | -                  | -           | -           | -           | 29     | 2      |
| 2010-2011       | Siviglia        | PD              | 6          | 0          | CR              | 4               | 1               | UCL+UEL            | 2+4                | 0+2                | SS          | 2           | 0           | 18     | 3      |
| 2011-2012       | Atalanta        | A               | 32         | 1          | CI              | -               | -               | -                  | -                  | -                  | -           | -           | -           | 32     | 1      |
| 2012-2013       | Atalanta        | A               | 27         | 2          | CI              | 3               | 0               | -                  | -                  | -                  | -           | -           | -           | 30     | 2      |
| 2013-2014       | Atalanta        | A               | 33         | 2          | CI              | 3               | 0               | -                  | -                  | -                  | -           | -           | -           | 36     | 2      |
| 2014-2015       | Atalanta        | A               | 33         | 0          | CI              | 1               | 1               | -                  | -                  | -                  | -           | -           | -           | 34     | 1      |
| 2015-2016       | Atalanta        | A               | 25         | 2          | CI              | 1               | 0               | -                  | -                  | -                  | -           | -           | -           | 26     | 2      |
| Totale Atalanta | Totale Atalanta | Totale Atalanta | 173        | 10         |                 | 9               | 1               |                    | -                  | -                  |             | -           | -           | 182    | 11     |
| 2016-2017       | Sampdoria       | A               | 4          | 0          | CI              | 3               | 0               | -                  | -                  | -                  | -           | -           | -           | 7      | 0      |
| 2017-2018       | Cagliari        | A               | 26         | 2          | CI              | 1               | 0               | -                  | -                  | -                  | -           | -           | -           | 27     | 2      |
| 2018-2019       | Cagliari        | A               | 25         | 0          | CI              | 3               | 0               | -                  | -                  | -                  | -           | -           | -           | 28     | 0      |
| 2019-2020       | Cagliari        | A               | 22         | 0          | CI              | 0               | 0               | -                  | -                  | -                  | -           | -           | -           | 22     | 0      |
| Totale Cagliari | Totale Cagliari | Totale Cagliari | 73         | 2          |                 | 4               | 0               |                    | -                  | -                  |             | -           | -           | 77     | 2      |
| 2020-2021       | Crotone         | A               | 14         | 0          | CI              | 1               | 1               | -                  | -                  | -                  | -           | -           | -           | 15     | 1      |
| 2021-2022       | Reggiana        | C               | 33+1       | 1          | CI-C            | 0               | 0               | -                  | -                  | -                  | -           | -           | -           | 34     | 1      |
| 2022-2023       | Reggiana        | C               | 16         | 0          | CI-C            | 0               | 0               | -                  | -                  | -                  | SC-C        | 2           | 0           | 18     | 0      |
| 2023-2024       | Reggiana        | B               | 21         | 1          | CI              | 3               | 1               | -                  | -                  | -                  | -           | -           | -           | 24     | 2      |
| 2024-2025       | Reggiana        | B               | 9          | 0          | CI              | 1               | 0               | -                  | -                  | -                  | -           | -           | -           | 10     | 0      |
| Totale Reggiana | Totale Reggiana | Totale Reggiana | 79+1       | 2          |                 | 4               | 1               |                    | -                  | -                  |             | 2           | 0           | 86     | 3      |
| Totale carriera | Totale carriera | Totale carriera | 481        | 24         |                 | 34              | 4               |                    | 12                 | 2                  |             | 4           | 0           | 531    | 30     |

### Cronologia presenze e reti in nazionale
| Cronologia completa delle presenze e delle reti in nazionale ― Italia olimpica | Cronologia completa delle presenze e delle reti in nazionale ― Italia olimpica | Cronologia completa delle presenze e delle reti in nazionale ― Italia olimpica | Cronologia completa delle presenze e delle reti in nazionale ― Italia olimpica | Cronologia completa delle presenze e delle reti in nazionale ― Italia olimpica | Cronologia completa delle presenze e delle reti in nazionale ― Italia olimpica | Cronologia completa delle presenze e delle reti in nazionale ― Italia olimpica | Cronologia completa delle presenze e delle reti in nazionale ― Italia olimpica |
| Data                                                                           | Città                                                                          | In casa                                                                        | Risultato                                                                      | Ospiti                                                                         | Competizione                                                                   | Reti                                                                           | Note                                                                           |
| ------------------------------------------------------------------------------ | ------------------------------------------------------------------------------ | ------------------------------------------------------------------------------ | ------------------------------------------------------------------------------ | ------------------------------------------------------------------------------ | ------------------------------------------------------------------------------ | ------------------------------------------------------------------------------ | ------------------------------------------------------------------------------ |
| 21-5-2008                                                                      | Tolone                                                                         | Costa d'Avorio olimpica                                                        | 0 – 2                                                                          | Italia olimpica                                                                | Torneo di Tolone 2008 - 1º turno                                               | -                                                                              | 78’                                                                            |
| 25-5-2008                                                                      | Tolone                                                                         | Italia olimpica                                                                | 2 – 0                                                                          | Stati Uniti olimpica                                                           | Torneo di Tolone 2008 - 1º turno                                               | -                                                                              | 59’                                                                            |
| 27-5-2008                                                                      | Tolone                                                                         | Italia olimpica                                                                | 0 – 0 dts (5 - 4 dcr)                                                          | Giappone olimpica                                                              | Torneo di Tolone 2008 - Semifinale                                             | -                                                                              |                                                                                |
| 29-5-2008                                                                      | Tolone                                                                         | Cile under 23                                                                  | 0 – 1                                                                          | Italia olimpica                                                                | Torneo di Tolone 2008 - Finale                                                 | -                                                                              | 62’                                                                            |
| 22-7-2008                                                                      | Pistoia                                                                        | Italia olimpica                                                                | 1 – 1                                                                          | Romania under 21                                                               | Amichevole                                                                     | -                                                                              | 70’                                                                            |
| 7-8-2008                                                                       | Qinhuangdao                                                                    | Honduras olimpica                                                              | 0 – 3                                                                          | Italia olimpica                                                                | Olimpiadi 2008 - 1º turno                                                      | -                                                                              | 54’                                                                            |
| 10-8-2008                                                                      | Qinhuangdao                                                                    | Italia olimpica                                                                | 3 – 0                                                                          | Corea del Sud olimpica                                                         | Olimpiadi 2008 - 1º turno                                                      | -                                                                              |                                                                                |
| 13-8-2008                                                                      | Tientsin                                                                       | Camerun olimpica                                                               | 0 – 0                                                                          | Italia olimpica                                                                | Olimpiadi 2008 - 1º turno                                                      | -                                                                              | 60’                                                                            |
| 16-8-2008                                                                      | Pechino                                                                        | Italia olimpica                                                                | 2 – 3                                                                          | Belgio olimpica                                                                | Olimpiadi 2008 - Quarti di finale                                              | -                                                                              | 61’                                                                            |
| Totale                                                                         |                                                                                | Presenze                                                                       | 9                                                                              |                                                                                | Reti                                                                           | 0                                                                              |                                                                                |

## Palmarès

### Club

#### Competizioni nazionali
- Serie C: 1

Reggiana: 2022-2023 (girone B)

### Nazionale
- Torneo di Tolone: 1

2008